# 張文奇 (明朝)
張文奇（1547年—？），字原正（元正），家世鳳陽人，占籍直隸蘇州府長洲縣人，匠籍，明朝政治人物。

## 生平
萬曆五年（1577年）丁丑科會試第四十三名，第二甲第八名進士，除工部主事，出知寧波府，量移知貴陽府，屢遷至廣西副使。墓在穹窿山。

## 家族
曾祖父張銘，曾任封知縣；祖父張汴，曾任知州；父親張公材，曾任監生。母陳氏。具庆下。兄文炳、文理。弟文焕、文禎。